# 13274 Roygross
13274 Roygross eller 1998 QX37 är en asteroid i huvudbältet som upptäcktes den 17 augusti 1998 av LINEAR i Socorro County, New Mexico. Den är uppkallad efter Roy James Gross.
Asteroiden har en diameter på ungefär 4 kilometer.